# Kartesisch abgeschlossene Kategorie
Eine (mathematische) Kategorie heißt kartesisch abgeschlossen, wenn – grob ausgedrückt – die Morphismenmengen wieder Objekten der Kategorie entsprechen.

## Definition
Eine Kategorie {\displaystyle \mathbf {K} } heißt kartesisch abgeschlossen, wenn folgendes gilt:
- für alle Objekte in {\displaystyle \mathbf {K} } sind auch deren endliche Produkte Objekte in {\displaystyle \mathbf {K} }
- für alle Objekte {\displaystyle Z,X} in {\displaystyle \mathbf {K} } sind auch deren Exponentiale {\displaystyle Z^{X}} in {\displaystyle \mathbf {K} }

Die erste Bedingung impliziert die Existenz eines terminalen Objekts.
Die letzte Bedingung kann auch so formuliert werden, dass jeder Produktfunktor
{\displaystyle Y\mapsto Y\times X}
einen rechtsadjungierten Funktor
{\displaystyle Z\mapsto Z^{X}} oder {\displaystyle Z\mapsto \mathbf {Hom} (X,Z)}
besitzt. Man nennt {\displaystyle X} dann exponentiell.

## Beispiele
- Die Kategorie Set der Mengen (und Abbildungen) ist kartesisch abgeschlossen. Der erforderliche rechtsadjungierte Funktor ist durch {\displaystyle Z\mapsto \operatorname {Mor} (X,Z)} gegeben, die die Adjungiertheit liefernde natürliche Äquivalenz dadurch, dass {\displaystyle f\colon Y\times X\to Z} auf {\displaystyle g\colon Y\to \operatorname {Mor} (X,Z)} mit {\displaystyle g(y)\colon x\mapsto f(x,y)} abgebildet wird. Die Kategorie FinSet aller endlichen Mengen ist auf ähnliche Weise kartesisch abgeschlossen, da für {\displaystyle X,Y} endlich auch {\displaystyle X\times Y} und {\displaystyle X^{Y}} endlich sind.
- Die Kategorie Cat aller kleinen Kategorien und Funktoren ist kartesisch abgeschlossen. Das Exponentialobjekt {\displaystyle C^{D}} zweier kleiner Kategorien {\displaystyle C,D} ist dabei durch die Funktorkategorie {\displaystyle C^{D}} gegeben, die Funktoren {\displaystyle D\to C} als Objekte und natürliche Transformationen zwischen diesen als Morphismen hat.
- Für jede kleine Kategorie {\displaystyle {\mathcal {C}}} ist die Funktorkategorie {\displaystyle \mathbf {Set} ^{{\mathcal {C}}^{\text{op}}}}, auch bekannt als Kategorie aller Prägarben auf {\displaystyle C}, kartesisch abgeschlossen. Produkte werden objektweise gebildet: {\displaystyle (F\times G)(A)\cong F(A)\times G(A)}. Für die Exponentiation gilt {\displaystyle G^{F}(A)\cong \mathbf {Set} ^{{\mathcal {C}}^{\text{op}}}({\mathcal {C}}(-,A)\times F,G)}. Insbesondere ist die Kategorie {\displaystyle \mathbf {sSet} =\mathbf {Set} ^{\Delta ^{\text{op}}}} aller simplizialen Mengen kartesisch abgeschlossen.
- Die Kategorie Ab der abelschen Gruppen ist nicht kartesisch abgeschlossen. Morphismenmengen zwischen abelschen Gruppen tragen zwar durch punktweise Addition selbst die Struktur einer abelschen Gruppe, doch die so definierten Funktoren {\displaystyle A\mapsto A^{B}} sind nicht zu den Produktfunktoren {\displaystyle A\mapsto A\times B} rechtsadjungiert. Stattdessen sind sie zu den durch das Tensorprodukt von abelschen Gruppen definierten Funktoren {\displaystyle A\mapsto A\otimes B} rechtsadjungiert, sodass Ab stattdessen die Struktur einer abgeschlossenen monoidalen Kategorie trägt.
- Die Kategorie Top der topologischen Räume und stetigen Abbildungen ist nicht kartesisch abgeschlossen, diverse volle Unterkategorien von Top sind es aber schon. Prominente Beispiele sind die Kategorie kTop aller kompakt generierten Räume (also aller topologischen Räume deren Topologie final bezüglich aller stetigen Abbildungen aus kompakten Hausdorff-Räumen ist), die Kategorie dTop aller delta-generierten Räume (also aller topologischen Räume deren Topologie final bezüglich aller stetigen Abbildungen aus Standard-Simplizes {\displaystyle \Delta ^{n}} ist) und die Kategorie SeqSp aller sequentiellen Räume, also aller topologischen Räume, in denen alle sequentiell offenen Mengen offen sind. In Top selbst ist zwar nicht jeder Raum, aber immerhin jeder lokalkompakte Raum exponentiell. Die exponentiellen Objekte von Top werden in Verallgemeinerung davon auch kernkompakte Räume genannt.
- Ein Verband kann als Kategorie angesehen werden. Die Verbandsordnung bestimmt dabei die Morphismen, Durchschnitt und Vereinigung sind Produkte und Koprodukte. Ist die so entstehende Kategorie kartesisch abgeschlossen, so ist der Verband eine Heyting-Algebra.

## Anwendungen
In kartesisch abgeschlossenen Kategorien wird häufig folgende Konstruktion verwendet. Zu einem Objekt {\displaystyle X} betrachtet man die Menge aller Morphismen von {\displaystyle X} in einen besonderen Raum {\displaystyle Q}. Häufig wird {\displaystyle Q} sehr einfach gewählt: in Set betrachtet man {\displaystyle Q=\left\{0,1\right\}}, in BanSp1 (Banachräume mit stetigen linearen Abbildungen) wählt man oft als {\displaystyle Q} die reellen Zahlen und in CBanAlg (kommutative komplexe Banachalgebren mit Einheit und normreduzierenden Algebrenhomomorphismen) nimmt man die komplexen Zahlen. Der so entstandene Funktionenraum {\displaystyle X^{*}} wird häufig Dualraum genannt. Der Funktor, der jedem Objekt {\displaystyle X} das {\displaystyle X^{*}} zuordnet und jedem Morphismus {\displaystyle f\colon X\to Y} den Morphismus {\displaystyle f^{*}\colon Y^{*}\to X^{*}} vermöge {\displaystyle f^{*}(l):=l\circ f} zuordnet, wird dualer Funktor, adjungierter Funktor oder exponentieller Funktor genannt, wobei jeder dieser Namen auch eine andere Bedeutung hat.
Diese Konstruktion ermöglicht es, Fragen an ein Objekt {\displaystyle X} in Fragen an das Objekt {\displaystyle X^{*}} zu transformieren, die dann manchmal leichter zu beantworten sind. Besonders komfortabel sind die reflexiven Objekte, für die {\displaystyle (X^{*})^{*}=X} gilt.